# Doença vascular
Doença vascular é uma classe de doenças dos vasos do sistema circulatório do corpo, incluindo os vasos sanguíneos - artérias e veias - e os vasos linfáticos. A doença vascular é um subgrupo da doença cardiovascular. Os distúrbios nessa vasta rede de vasos sanguíneos e linfáticos podem causar uma série de problemas de saúde que, às vezes, podem se tornar graves e fatais. A doença coronariana, por exemplo, é a principal causa de morte de homens e mulheres nos Estados Unidos.

## Tipos
Há vários tipos de doença vascular, incluindo doenças venosas e doenças arteriais, e os sinais e sintomas variam de acordo com a doença. As doenças do sistema arterial estão associadas ao suprimento de sangue aos tecidos e à sua obstrução devido a bloqueios ou estreitamentos. No sistema venoso, os distúrbios geralmente são causados por um retorno lento do sangue devido à insuficiência das válvulas ou a um coágulo sanguíneo.

### Doença venosa
A maioria dos distúrbios das veias envolve obstrução, como um trombo ou insuficiência das válvulas, ou ambos. Outras condições podem ser causadas por inflamação.

#### Flebite
Flebite é a inflamação de uma veia. Geralmente é acompanhada de um coágulo sanguíneo, quando é conhecida como tromboflebite. Quando a veia afetada é uma veia superficial da perna, ela é conhecida como tromboflebite superficial e, ao contrário da trombose venosa profunda, há pouco risco de o coágulo se desprender como um êmbolo.

#### Insuficiência venosa
A insuficiência venosa é o distúrbio mais comum do sistema venoso e geralmente se manifesta como vasinhos (telangiectasia) ou varizes. Há vários tratamentos disponíveis, incluindo ablação térmica endovenosa (usando radiofrequência ou energia a laser), remoção de veias, flebectomia ambulatorial, escleroterapia com espuma, laser ou compressão.
A síndrome pós-flebítica é uma insuficiência venosa que se desenvolve após uma trombose venosa profunda.

#### Trombose venosa
A trombose venosa é a formação de um trombo (coágulo de sangue) em uma veia. Isso afeta mais comumente uma veia profunda, conhecida como trombose venosa profunda (TVP). A TVP geralmente ocorre nas veias das pernas, embora também possa ocorrer nas veias dos braços. Imobilidade, câncer ativo, obesidade, lesões traumáticas e distúrbios congênitos que aumentam a probabilidade de coágulos são fatores de risco para trombose venosa profunda. A trombose pode causar inchaço no membro afetado, dor e erupção cutânea. Na pior das hipóteses, uma trombose venosa profunda pode se estender ou uma parte do coágulo pode se soltar como um êmbolo e se alojar em uma artéria pulmonar nos pulmões, o que é conhecido como embolia pulmonar.
A decisão de tratar a TVP depende de seu tamanho, dos sintomas da pessoa e de seus fatores de risco. Em geral, envolve anticoagulação para evitar coágulos ou para reduzir o tamanho do coágulo. A compressão pneumática intermitente é um método usado para melhorar a circulação venosa em casos de edema ou em pessoas com risco de trombose venosa profunda.
Um coágulo também pode se formar em uma veia superficial (trombose venosa superficial), o que normalmente não é clinicamente significativo, mas o trombo pode migrar para o sistema venoso profundo, onde também pode dar origem a uma embolia pulmonar.

#### Hipertensão portal
A veia porta, também conhecida como veia porta hepática, transporta o sangue drenado da maior parte do trato gastrointestinal para o fígado. A hipertensão portal é causada principalmente pela cirrose hepática. Outras causas podem incluir um coágulo obstrutivo em uma veia hepática (síndrome de Budd-Chiari) ou compressão por tumores ou lesões de tuberculose. Quando a pressão aumenta na veia porta, desenvolve-se uma circulação colateral, causando veias visíveis, como as varizes do esôfago.

#### Anomalias vasculares
Uma anomalia vascular pode ser um tumor vascular, uma marca de nascença ou uma malformação vascular. Em um tumor como o hemangioma infantil, a massa é macia e facilmente comprimida, e sua coloração se deve às veias anômalas dilatadas envolvidas. São mais comumente encontradas na cabeça e no pescoço. As malformações venosas são o tipo de malformação vascular que envolve as veias. Com frequência, podem se estender mais profundamente em relação à sua aparência superficial, atingindo o músculo ou osso subjacente. No pescoço, podem se estender para o revestimento da cavidade bucal ou para as glândulas salivares. São as mais comuns das malformações vasculares. Uma malformação venosa grave pode envolver os vasos linfáticos como uma malformação linfático-venosa.

### Doença arterial

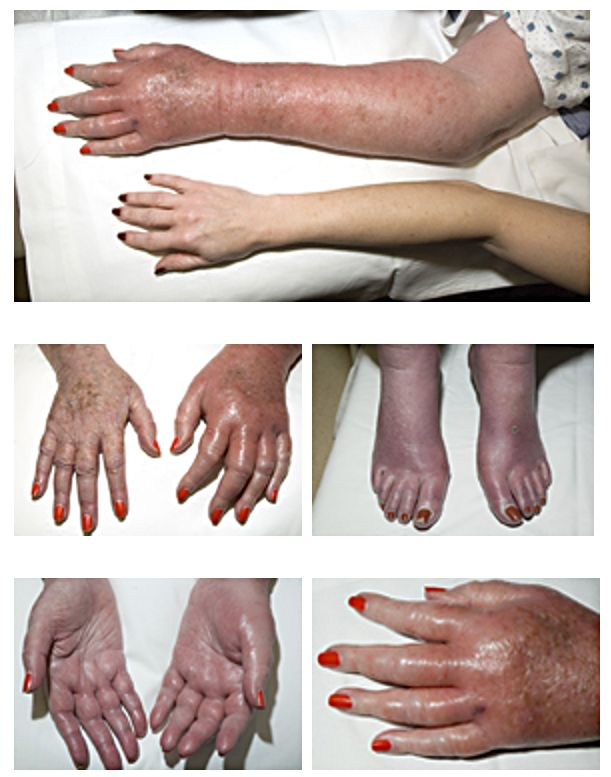
Eritromelalgia em uma mulher de 77 anos.

- Doença arterial coronariana - a mais comum das doenças cardiovasculares, os tipos incluem angina e infarto do miocárdio.
- Estenose da artéria carótida - qualquer estreitamento das artérias carótidas.
- Doença arterial periférica - ocorre quando placas ateromatosas se acumulam nas artérias que fornecem sangue aos braços e às pernas, fazendo com que as artérias se estreitem ou fiquem bloqueadas.[1]
- Eritromelalgia - uma doença vascular periférica rara com sintomas que incluem dor em queimação, aumento da temperatura, eritema e inchaço que geralmente afetam as mãos e os pés.[17]
- Estenose da artéria renal - estreitamento das artérias renais que transportam sangue da aorta para os rins.[2]
- Doença de Buerger - inflamação e inchaço em pequenos vasos sanguíneos, fazendo com que os vasos se estreitem ou fiquem bloqueados por coágulos sanguíneos.[18]
- Síndrome de Raynaud - distúrbio vascular periférico que causa constrição dos vasos sanguíneos periféricos nos dedos das mãos e dos pés quando a pessoa está com frio ou passando por estresse.[19]
- Coagulação intravascular disseminada - ativação generalizada da coagulação nos vasos sanguíneos menores.[20]
- Doença cerebrovascular - um grupo de doenças vasculares que afetam a função cerebral, mais comumente um acidente vascular cerebral.[21]
- Vasculite - inflamação dos vasos sanguíneos, sejam artérias ou veias.

### Doença linfática
- Linfagite

## Mecanismo
A doença vascular é um estado patológico das artérias musculares grandes e médias e é desencadeada pela disfunção das células endoteliais. Devido a fatores como patógenos, partículas de LDL oxidadas e outros estímulos inflamatórios, as células endoteliais tornam-se ativas. O processo causa o espessamento da parede do vaso, formando uma placa que consiste na proliferação de células musculares lisas, macrófagos e linfócitos. A placa resulta na restrição do fluxo sanguíneo, diminuindo a quantidade de oxigênio e nutrientes que chegam a determinados órgãos. Essa placa também pode se romper, causando a formação de coágulos.

## Diagnóstico
O diagnóstico de doença vascular pode ser complexo devido à variedade de sintomas que as doenças vasculares podem causar. A revisão do histórico familiar do paciente e a realização de um exame físico são etapas importantes para o diagnóstico. Os exames físicos podem ser diferentes dependendo do tipo de doença vascular suspeita. Por exemplo, no caso de uma doença vascular periférica, o exame físico consiste em verificar o fluxo sanguíneo nas pernas do paciente.

## Tratamento

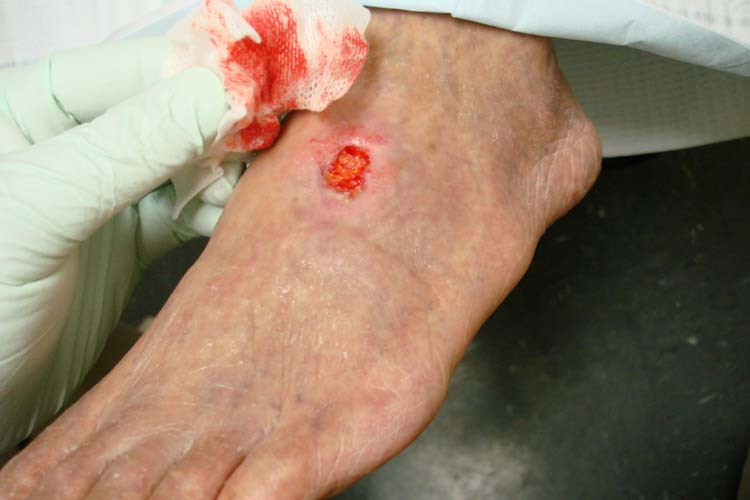
Doença vascular periférica - úlcera.

O tratamento varia de acordo com o tipo de doença vascular que está sendo tratada. No tratamento da doença da artéria renal, um estudo de 2014 indica que a angioplastia com balão pode melhorar a pressão arterial diastólica e, potencialmente, reduzir a necessidade de medicamentos anti-hipertensivos.[30] No caso da doença arterial periférica, o tratamento para evitar complicações é importante; sem tratamento, podem ocorrer feridas ou gangrena (morte do tecido).
De modo mais geral, os tratamentos para doenças vasculares podem incluir:
- Redução dos níveis de colesterol.
- Redução da pressão arterial.
- Redução da glicose no sangue.
- Mudanças na dieta.
- Aumento da atividade física (conforme recomendado por um profissional de saúde).
- Perda de peso.
- Parar de fumar.
- Redução do estresse.